# Bois-le-Roi (Sena e Marne)
Bois-le-Roi é uma comuna francesa localizada na região administrativa da Ilha de França, no departamento de Sena e Marne. A comuna possui 5 605 habitantes segundo o censo de 2014.
Seus habitantes são chamados de Bacot(te)s.

## Geografia

### Transporte
- A comuna é servida pela estação de Bois-le-Roi na linha Paris-Lyon - Montereau / Montargis (Transilien R).

## História
A vila foi mencionada em 1260.
Uma igreja protestante foi localizada na atual rue de la Presche, sua demolição foi iniciada a pedido do rei Luís XIV, não resta mais nenhum vestígio.
Em 11 de novembro de 1776, um campo de corrida em Sermaise foi inaugurado pelo rei Luís XVI e a rainha Maria Antonieta de Áustria. O conde de Artois correu com um sangue puro magnífico. Este é o primeiro hipódromo permanente construído na França depois do de Sablons em Neuilly-sur-Seine. Bois-le-Roi organizou assim a primeira corrida de cavalos organizada na França. A proximidade da corte real com base em Fontainebleau explica esta localização.